# Stubbe Sø
Stubbe Sø er den største sø på Djursland. Det er en stor, men lavvandet sø på knap 4 km² (376 ha). Dybden er gennemgående på mellem 3 og 4 meter. Søen er oprindeligt enden af en fjord, der gik fra Kattegat lidt nord for Dråby Strand og ind i landet.
Langs kystskrænterne er der fundet flere stenalderbopladser. I 1800-tallet var landskabet omkring søen åbent med hede og sandflugt. For at dæmpe sandflugten blev der plantet nåletræer, og der er i dag store plantager (62 km²) i områderne omkring søen. I 2002 blev 23,4 hektar af området nord for søen skænket til Fugleværnsfonden af arvingerne efter boghandler Petersen fra Grenaa.

## Geografi
Stubbe Sø og områder omkring (381 ha) blev i 1963 fredet for at beskytte de landskabelige værdier. 
Stubbe Sø er også udpeget som EU-habitatområde, da den er tilholdssted for oddere og et vigtigt yngle- og især rasteområde for mange fuglearter. Søens større tilløb er gydeområder for havørred. Søen ligger nord for Ebeltoft og sydvest for landsbyen Gravlev.

## Fugletårn
De fleste steder er søen svært tilgængelig på grund af tæt sivskov langs brederne. I den østlige ende er der et offentligt fugletårn, hvorfra der er udsigt over søen. Dansk Ornitologisk Forening har en udlejningshytte for medlemmer i den nordøstlige ende af søen. Herfra går der en eng ned til søen med begrænsede mængder siv og adgang til vandet. 

## Biomanipulation
Ved årtusindskiftet blev der iværksat et, viser det sig i dag, mislykket biomanipulationsprojekt, med henblik på at gøre søen mere klarvandet. Om sommeren kan vandet være algegrønt. En del af strategien var opfiskning af i størrelsesordenen 1000 tons fredfisk med net, primært skaller og brasen. Disse fisk lever af små krebsdyr, vandlopper og dafinier, som spiser alger. Ideen var at færre fredfisk ville favorisere vandlopper og dafiner, der spiser alger, og med færre alger skulle vandet blive mere klart. Desuden blev der udsat geddeyngel i søen, en rovfisk, der spiser skaller og mindre brasener. Yderligere blev grøfter fra sommerhusområder med næringsrigt vand afskåret. I og med at vandet fortsat bliver grønt og algefyldt om sommeren, lykkedes bestræbelsen ikke. Hvor det ellers er kendt, at det er muligt at tippe balancen fra uklar sø til klarvandet sø ved en indsats som denne, der i øvrigt også kan være naturligt cyklisk. Det vil sige at en sø uden menneskelige indgreb kan svinge mellem klarvandet og uklar sø hen over et åremål. Fra biolog-side går en kritik af biomanipulationsprojektet på, at projektet så at sige kun blev gjort halvt færdigt, da det det der manglede, var en hævning af søens vandstand med nogle decimeter, med henblik på at nogle enge kunne blive oversvømmet om foråret, for derved at etablere nogle lavvandede områder som gydepladser for gedder, hvad søen mangler. 